# San Cristóbal de Boedo
San Cristóbal de Boedo is een gemeente in de Spaanse provincie Palencia in de regio Castilië en León met een oppervlakte van 10,78 km². San Cristóbal de Boedo telt 23 inwoners (1 januari 2016).

## Demografische ontwikkeling
Bron: INE, 1857-2011: volkstellingen